# Добрынин, Вадим Николаевич
Вадим Николаевич Добры́нин (1914 — ?) — советский футболист, вратарь.
В 1934 играл за «Динамо» Смоленск. В весеннем первенстве 1936 года выступал за «Динамо» Ростов-на-Дону в группе «В», в осеннем первенстве — за команду завода им. М. В. Фрунзе (Константиновка) в группе «Г». В 1937 году сыграл шесть игр за «Динамо» Казань. В 1938—1939 играл за ленинградский «Зенит». В чемпионате СССР 1938 провёл 14 игр, в 1939 году в 13 играх пропустил 28 мячей. В 1940 сыграл две игры за «Судостроитель» Николаев